# Dichroplus elongatus
Dichroplus elongatus är en insektsart som beskrevs av Giglio-tos 1894. Dichroplus elongatus ingår i släktet Dichroplus och familjen gräshoppor. Inga underarter finns listade i Catalogue of Life.